# Can Rovira Coll
Can Rovira Coll és una masia de Sant Antoni de Vilamajor (Vallès Oriental) protegida com a Bé Cultural d'Interès Local.

## Descripció
Masia de tipus basilical, amb un volum inicial que ha estat ampliat posteriorment mantenint la simetria i amb un element central de poca alçada fet que dona a l'edifici una forta dimensió horitzontal. Consta de planta baixa, pis i golfes, en destaca la porta d'entrada adovellada i les dues finestres centrals (la de les golfes és coronella i més petita que la primera). D'acabats exteriors molt senzilles, manté alguns espais interiors originals.